# 코냐크 동맹 전쟁
코냑 동맹 전쟁(이탈리아어: Guerra della Lega di Cognac, 1526년 ~ 1530년)은 카를 5세의 세력을 이탈리아 반도에서 몰아내고자 교황령, 프랑스, 베네치아 공화국, 밀라노 공국, 피렌체 공화국, 페라라 등이 군사동맹(코냑동맹)을 결성하여 황제를 상대로 벌인 전쟁이다. 1494년에서 1559년까지 65년간 이탈리아 반도의 주도권을 가지고 벌였던 일련의 이탈리아 전쟁 중에 제5차 이탈리아 전쟁으로 분류하기도 한다.
4년간 진행된 전쟁의 결과는 코냑 동맹국들이 대패하며 황제 카를 5세의 승리로 종료되었다. 이후 이탈리아 반도에서는 황제 카를 5세가 프랑스를 제치고 주도권을 행사하였다. 전쟁이 한창 진행 중이었던 1527년 5월 6일, 기독계 세계의 수도라 할 수 있는 도시 로마가 제국군에게 약탈 당하는 불상사가 벌어지기도 했다.

## 국제 정세의 흐름

### 서부 유럽
백년전쟁(1337~1453)에서 패배 후 섬나라로 전락한 잉글랜드는 장미전쟁(1455~85)으로 불리는 내전을 치렀고 이후 출범한 튜더 왕조에 의해 절대왕권의 시대가 도래하였다. 스페인은 1492년 이슬람 세력을 몰아내어 이베리아 반도를 통일하며 신흥 강대국으로 부상하고 있었다. 백년전쟁 후 유럽 최초로 상비군을 창설한 프랑스는 관료제를 정비하여 왕권강화와 중앙집권을 실현하였고 이로 인해 강대국 반열에 들어섰다.
독일과 오스트리아는 명목상 황제가 다스리는 지역이었으나 지방 귀족들의 힘이 강하여 분열되어 있었다. 그러나 카를 5세가 상속을 통하여 스페인 국왕에 오른뒤 1519년에 황제로 선출되면서 스페인과 독일-오스트리아를 아우르는 초강대국이 탄생하였고 유럽을 긴장시켰다. 이로 인해 프랑스의 발루아 왕가와 카를 5세의 합스부르크 가문과의 싸움은 정해진 수순과도 같았다.

### 이탈리아 반도

이탈리아 지도 (1494년)

유럽의 대체적인 흐름은 왕권강화와 중앙집권을 통한 통일국가 형성이었으나 이탈리아는 힘의 질서를 좌우하는 주도 세력이 부재한 상태에서 5대 강국인 나폴리, 교황령, 베네치아, 밀라노, 피렌체를 중심으로 약 20여 개의 약소 도시국가로 분열되어 있었다. 이들은 자국의 이익만 추구했으며 상호간에 연합과 동맹은 전략적이자 일시적인 것에 불과 했다. 또한 15세기경부터 이탈리아는 르네상스 열풍으로 점차 중세와 이별하고 근대로 가기 위한 준비를 하고 있었다.
나폴리 왕국은 1442년에 아라곤이 차지한 이래 방계가문이 통치하였으나 1503년에 아라곤의 페르난도 2세가 점령하였고 1516년 외손자 카를 5세가 물려받았다. 실크로드를 막아선 중동과의 해상무역으로 부를 축적한 베네치아 공화국은 1479년 오스만과의 16년간 다툼을 끝내고 이탈리아 반도내에서 발생하는 분쟁에 적극 개입하며 지속적인 영토확장을 꾀하기 시작했다.
이탈리아의 르네상스를 이끌고 있는 피렌체는 메디치 가문이 실권통치하고 있었다. 파치 음모사건(1478)과 피렌체 전쟁(1478~80)이라는 위기를 잘 극복하여 가문의 지배력을 강화하는 데 성공하였다. 1494년 메디치 가문이 추방당했다가 18년만인 1512년에 통치권을 회복하였다. 2명의 교황을 배출하며 가문의 위상이 상승하는 듯했으나 실정을 거듭하며 피렌체인들의 민심을 잃고 있었다.
교통과 군사적 요충지인 밀라노 공국은 비스콘티 가문이 절손되자 스포르차 가문이 공국을 계승하였다. 그러나 3대째 이르러 숙부가 조카의 권력을 찬탈하였고 이후 프랑스의 원정(1499년)과 캉브레 동맹전쟁(1508~1516)으로 자고 일어나면 충성서약을 해야할 군주가 바뀌어 있다고 할 정도로 통치세력의 교체가 빈번하였다. 최종적으로 1521년 황제 카를 5세의 도움으로 스포르차 가문이 통치권을 회복하였다.

### 교황과 종교개혁

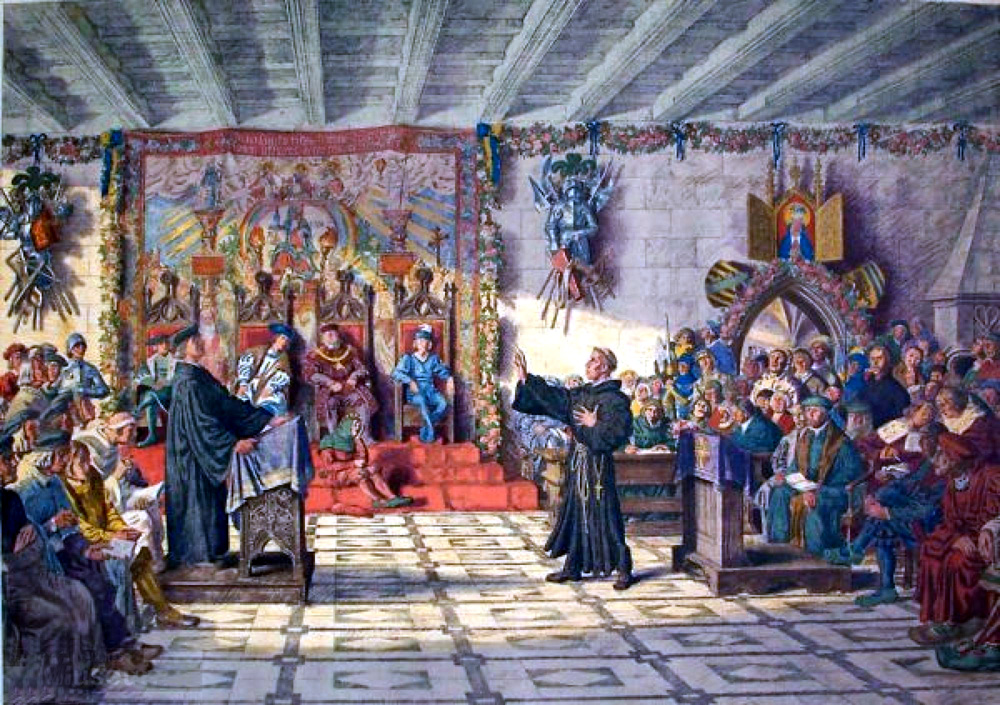
라이프치히 논쟁 (by 막스 셀리거)

보름스 협약(1122)으로 성직자 서임권을 교황이 움켜쥐며 권위가 상승하다가 십자군 전쟁(11~13세기)의 실패 이후 아나니 사건, 아비뇽 유수, 서방 교회 대분열(1378~1417)으로 인해 추락하고 있었다. 콘스탄츠 공의회를 통해 서방교회의 분열(1378~1417)이 해결되자 공의회 수위설이 탄력을 받으며 교황의 권위를 눌렀고 이에 반발한 로마 가톨릭은 교황청의 권위를 만회하려 하였다. 교황들은 친족중용 족벌주의를 추구하여 출신가문의 위상을 높이려 하였다. 명목상의 지배령이었던 중북부 지역(로마냐)에 대한 실질적으로 권력을 장악하여 자신의 출신 가문이 통치하는 영지로 만들려고 하였는데 이로 인해 잦은 분쟁이 발생하였다.
메디치 출신 교황 레오 10세가 면죄부 판매를 남발함으로 인해 촉발된 루터의 종교개혁(1517년)은 유럽의 기독교를 분열하게 만들었고 더불어 중앙집권을 꿈꾸던 카를 5세를 힘들게 했다. 루터는 모든 혁명의 씨앗이라고 불리는 인쇄술을 적극 활용했으며 반교황주의를 표방하는 종교개혁의 물결은 전유럽으로 점차 퍼져나갔다. 종교개혁에 동조하는 세력을 진압하고자 했던 교황은 황제의 힘이 필요했고, 황제는 분열된 귀족들을 통제하는 데 교황의 힘이 필요했다.

### 동유럽과 지중해
1453년, 오스만 투르크의 메흐메드 2세(1432-81)가 콘스탄티노폴을 점령한 후 비잔틴 황제를 자처하였다. 오스만은 옛 비잔틴 제국의 영토에 대한 소유권을 주장하며 아나톨리아와 발칸반도를 점차 정복해 나가며 베네치아와 충돌하였고 이탈리아 반도(1480년)를 침공하기도 했다. 급격히 세력을 팽창하며 시리아, 팔레스타인, 이집트(1517년)를 정복한 오스만은 베오그라드(1521년)와 로도스섬(1522년)을 정복하며 육상과 해상에서 동시에 유럽을 압박하였다. 지중해에서는 북아프리카의 해적들과 연계하여 부족한 해군력을 보강하며 해상에서의 주도권을 쟁취해 나갔다. 특히 프랑스와 전략적 연계차원에서 1526년에 헝가리를 점령하더니 1529년에 오스트리아의 비엔나를 공격하기에 이르렀다.

### 대항해 시대
15세기초 포르투갈의 엔리케 왕자에 의해 시작한 해양개척 사업은 1488년 바르톨로메우 디아스의 희망봉 발견과 1498년 바스쿠 다가마의 신항로 개척으로 이어지며 아시아 무역로를 이원화하였다. 지중해 무역에서 소외되었던 포르투갈이 이룬 쾌거는 자국에 큰부를 가져다 주었으며 본격적인 대항해 시대를 열었다. 포르투갈에 밀릴 수 없었던 스페인은 이사벨 1세 여왕의 후원하에 1492년 콜럼버스가 신대륙을 발견한 이후에 탐험과 정복을 통하여 새로운 부를 창출하려 노력하였다. 1522년에 코르테스가 아즈텍 제국을 정복하였고 1533년에는 피사로가 잉카 제국을 정복하였다. 포르투갈의 신항로 개척은 베네치아의 해상무역에 영향을 주었고 베네치아로 하여금 지중해와 이탈리아 반도내에서 발생하는 분쟁에 좀 더 적극적으로 개입하도록 만들었다.

### 이탈리아 전쟁의 시작

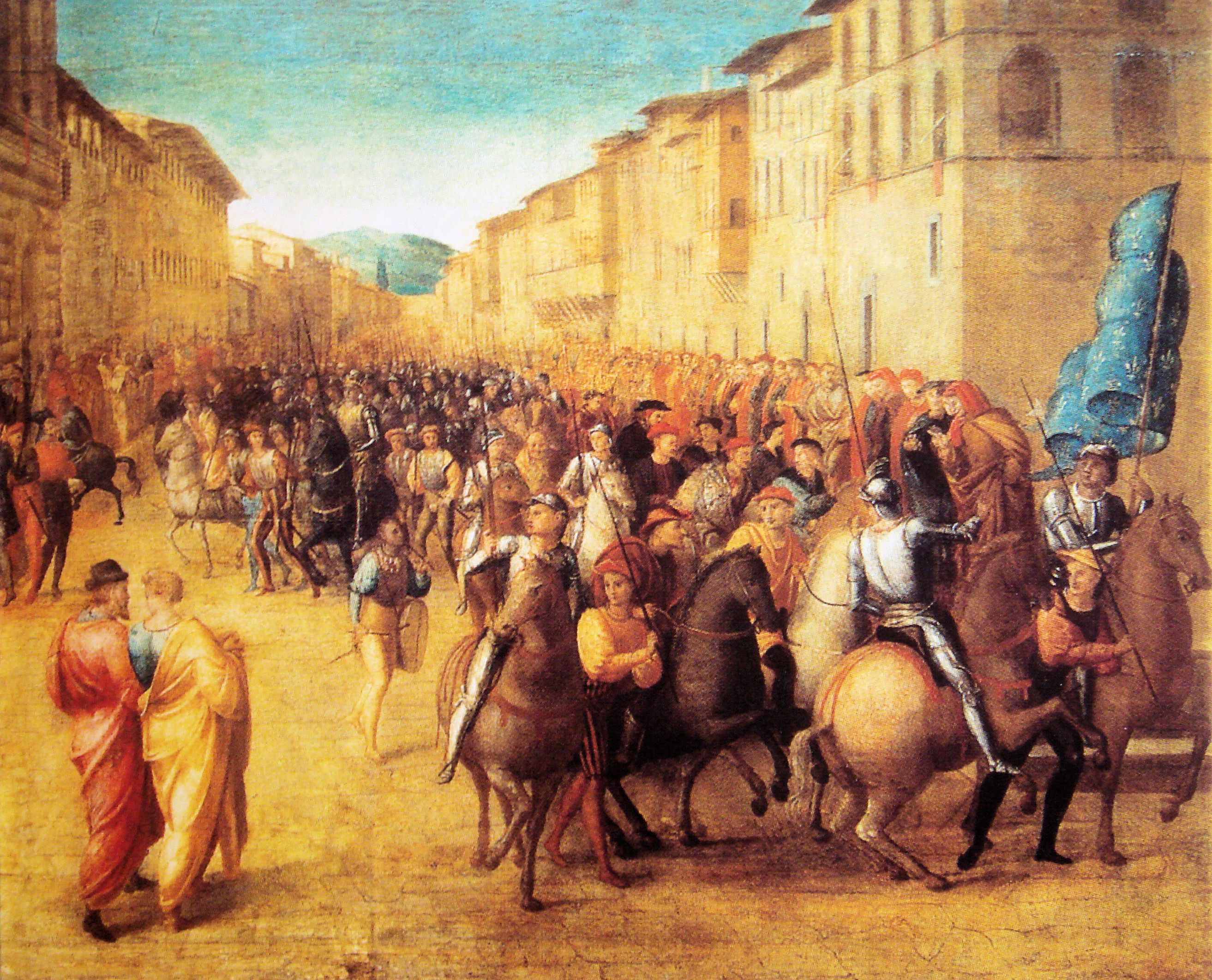
피렌체에 입성하는 프랑스 군인들 (by Francesco Granacci)

1494년 프랑스 샤를 8세는 밀라노 공작의 협조하에 나폴리 점령을 목적으로 이탈리아 원정을 실시한다. 개량된 소형 야포와 잘 훈련된 상비군을 앞세운 프랑스는 비교적 손쉽게 나폴리 정복에 성공하였다. 이를 계기로 이탈리아 도시국가들은 상업활동으로 부유하지만 용병에 의존한 방위능력이 허약하다는 사실이 알려지게 되었고, 이후 이탈리아는 1559년까지 65년간 강대국들 간에 주도권 다툼의 격전장으로 변모하고 말았다.
1499년 프랑스 루이 12세는 원정을 통하여 밀라노를 차지한 후 스페인과 함께 나폴리를 정복하였다. 그러나 영토분할에 대한 이견 차로 벌어진 다툼에 패하여 밀라노를 차지하는 것으로 만족하였다. 1508년에 교황 율리오 2세의 주도하에 벌어진 캉브레 동맹 전쟁은 8년간 이어지며 각국은 이해관계의 변화에 따라 동맹과 역동맹을 맺으며 혼전을 거듭하지만 프랑스가 밀라노를 차지하며 1516년에 종전되었다. 황제 선거에 불만을 품은 프랑수아 1세에 의해 1521년에 시작된 4차 이탈리아 전쟁에서 프랑스는 밀라노를 카를 5세에게 빼앗긴다. 이를 만회하기 위해서 1525년 초 프랑스 국왕 프랑수아 1세가 직접 군대를 이끌고 넘어와 황제 카를 5세의 군대와 파비아에서 대치하게 되었다.

## 서막

### 파비아 전투

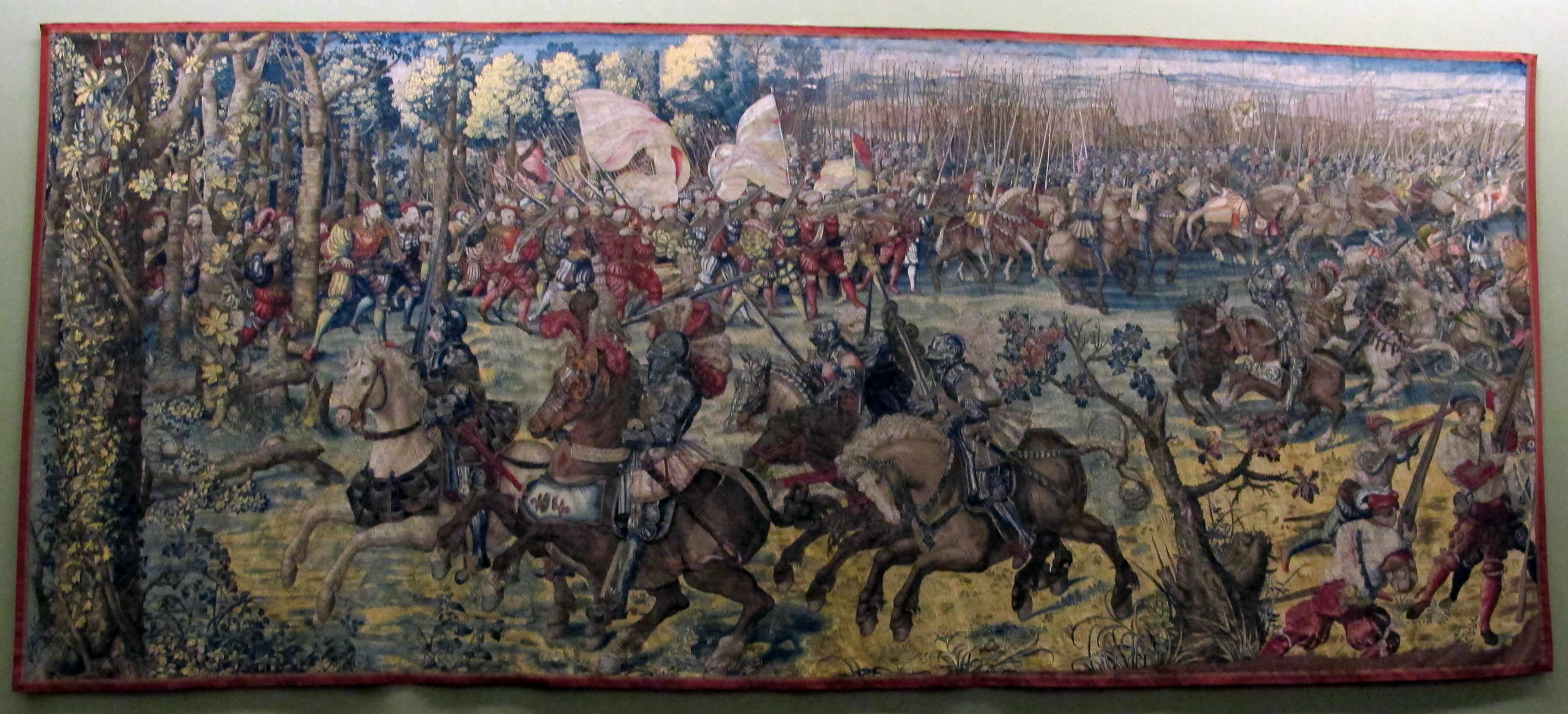
파비아 전투 (by Bernard van Orley)

프랑스 군은 파비아 전투 (1525년 2월 24일)에서 대패하며 국왕이 생포되었다. 프랑스는 국왕의 석방을 위해 백방으로 노력하였는데 특히 매우 이례적으로 이교도 국가인 오스만에까지 도움을 요청하였다. 그럼에도 불구하고 스페인 마드리드에 감금되어있던 프랑스 국왕 프랑수아 1세는 1526년 1월 14일에 굴욕적인 마드리드 조약을 체결한 후에야 석방될 수 있었다. 프랑스에 돌아온 프랑수아 1세는 3월에 의회를 통해 강압에 의해 체결된 조약은 무효라고 하며 조약을 준수할 수 없다고 선언한다.
교황 클레멘스 7세(재위1523-1534) 역시 프랑수아 1세의 손을 들어주었다. 황제 카를 5세는 분노했지만 1526년 4월에 오스만 군대가 유럽침공을 위해 이스탄불을 출발했기 때문에 프랑스에 대한 응징은 뒤로 미룰 수밖에 없었다. 오스만은 지난번 프랑스의 요청을 오스만의 유럽을 향한 서진(西進) 정책의 좋은기회로 보았다. 오스만의 1차 목표는 헝가리 정벌이었다. 헝가리는 합스부르크 본가가 있는 오스트리아와 국경을 맞대고 있었기 때문에 헝가리가 함락된다면 오스트리아가 바로 침공당할 수 있었다. 따라서 합스부르크 출신인 카를 5세로서는 긴장할 수밖에 없었다.

### 오락가락 하는 교황의 정책

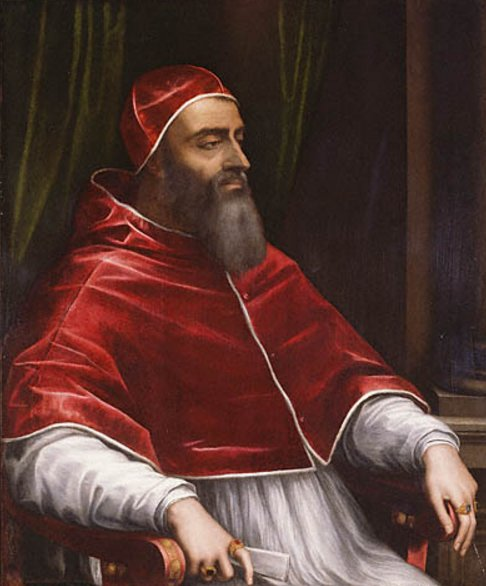
교황 클레멘스 7세 (1523~34)

1519년에 있었던 황제선거에서 교황 클레멘스 7세(당시 줄리오 추기경)는 카를 5세를 지지하지 않았다. 그러나 1523년에 콘클라베에서 카를 5세는 메디치 가문 출신에 줄리오 추기경을 지지하여 큰힘을 실어주었다. 새로운 교황이 즉위하자 카를 5세는 전임교황 하드리아노 6세때 체결한 반-프랑스 방위동맹의 갱신을 요구하였다. 그러나 교황 클레멘스 7세가 이를 거부하면서 황제 카를 5세와의 관계가 소원해졌다.
1524년 프랑스 국왕 프랑수아 1세가 밀라노를 침공해 점령하자 클레멘스 7세는 즉시 카를 5세와의 관계를 단절하고 1525년 1월 프랑스, 베네치아, 밀라노와 동맹관계를 맺었다.  1525년 2월, 프랑수아 1세가 파비아 전투에서 패하여 스페인에 포로로 사로잡히자 교황은 다시 카를 5세와 이전 관계를 복구하였다. 그러나 1526년 2월 9일 프랑수아 1세가 석방되자 다시 변심하여 카를 5세를 멀리하며 프랑스, 밀라노 등과 반-합스부르크 방위동맹인 코냑동맹을 추진하였다.
1526년 9월 콜론나 추기경이 로마를 무력으로 장악한 후 가진 협상에서 코냑동맹에서 탈퇴를 약속했다. 그러나 추기경이 군대를 이끌고 로마에서 물러나자 약속을 저버렸다. 1527년 3월중순에 밀라노의 제국군이 로마로 진격해오고 있다는 소식을 접하자 교황은 동맹국과 상의도 없이 나폴리 총독과 평화협정을 맺었다. 이를 통해 제국군의 남진을 막아보려 했지만 소용이 없음을 알고는 이내 4월 25일에 다시 코냑동맹에 재가입했다. 갈팡질팡하는 교황의 정책은 교황청 안에 친독일파등 파벌이 탄생하도록 만들었고 로마귀족들과 추기경들의 심한 반발과 혼란을 부추겼다.

### 코냑동맹 결성
1526년 5월 15일에 코냑동맹이 결성되었다. 방위동맹의 결성을 주도한 것은 교황 클레멘스 7세이지만 최종적으로 밀라노 공국의 스포르차 가문에 의해 체결되었다. 동맹참여국은 프랑스, 교황령, 베네치아, 피렌체, 밀라노등이였다. 교황은 프랑수아 1세가 스페인에 감금되어 있을 때에도 비밀리에 프랑수아 1세와 연락을 주고 받으며 동맹에 프랑스가 참여할 것을 독려하였다. 잉글랜드에서 조약이 체결되길 바랐지만 실현되지 못하자 헨리 8세는 동맹참여를 거절하였다.
동맹의 목적은 이탈리아 반도내에서 카를 5세의 세력을 몰아내는 것이었다.  1521년부터 1526년까지 일어난 이탈리아 전쟁(제4차 이탈리아 전쟁, 4년전쟁)에서 프랑스를 패배시키며 북이탈리아의 밀라노를 카를 5세가 차지하자 황제 카를 5세의 영향력이 지나치게 커졌고 매우 위협적인 세력이 되었기 때문이다. 황제 카를 5세는 이미 이탈리아 남부의 나폴리왕국과 시칠리아를 다스리는 군주였다.

## 초기 움직임

### 전쟁의 시작

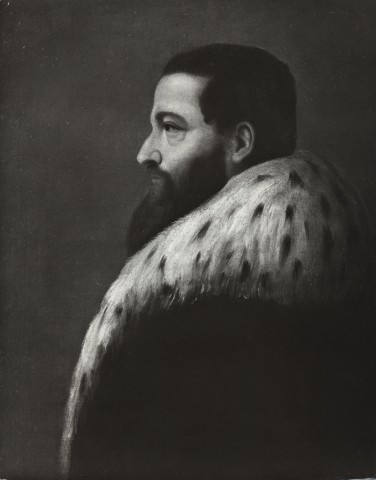
프란체스코 2세 스포르차

베네치아가 롬바르디아에서 동맹군과 합류하기 위해 서진하며 1526년 6월 신속하게 로디(Lodi)를 점령하였다. 로디에서 폭동이 일어났는데 불만이 많던 로디의 육군 지휘관이 베네치아군에 성문을 열어주었기에 비교적 손쉽게 로디를 차지할 수 있었다. 제국군은 밀라노로 진군하여 스포르체스코 성을 포위한 후 그곳에 머무르고 있는 밀라노 공작에게 통치권을 포기하도록 압박하였다. 1526년 7월 15일, 밀라노 공작(프렌체스코 2세 스포르차)은 항복하고 말았다.
프렌체스코 2세가 4살 되던 해인 1499년 10월, 프랑스 루이 12세에 의해 밀라노가 함락되자 그는 망명을 하였는데 망명생활 20년 만인 1521년에 그를 밀라노 공작으로 복위시켜준 사람이 바로 카를 5세였다. 그런데 이번에 배신을 하며 참전하자 카를 5세는 격노하였고 제국군에 통치권 회수를 명했다.
동맹에 합류한 프랑수아 1세는 마드리드 조약을 파기하고 밀라노를 다시 정복하기를 원했으나 전쟁초반에는 소극적이었고 프랑스가 동맹에 가담하여 전쟁에 임한다는 사실도 숨기려고 하였다. 마드리드 조약서에 서명을 한 것이 4개월도 채 안된 같은 해 1월이였고 국가 간 약속을 일방적으로 파기한 것으로 명분이 부족했다. 또한 자신을 대신하여 어린 두 아들이 볼모로 스페인에 억류되어 있었기에 운신의 폭이 좁았다.

### 분열하는 코냑동맹
1526년 8월, 황제 카를 5세는 로마의 교황에게 외교 사절을 파견하였다. 교황에게 전달된 서신은 표현만 점잖았을 뿐 분노에 찬 황제의 협박이 담겨져 있었다. 공의회를 개최하여 루터의 종교분열 문제와 성직매매 등 교황의 각종비리에 대해 처리하며 개혁을 감행하겠다고 압박을 가했다. 지난 서방교회 대분열사건(1378~1418)이후 공의회의 권위가 교황권보다 우선한다는 학설이 힘을 얻고있었고, 공의회가 교황을 폐위시킬 수도 있었기 때문에 교황들은 공의회 개최를 매우 싫어했다.

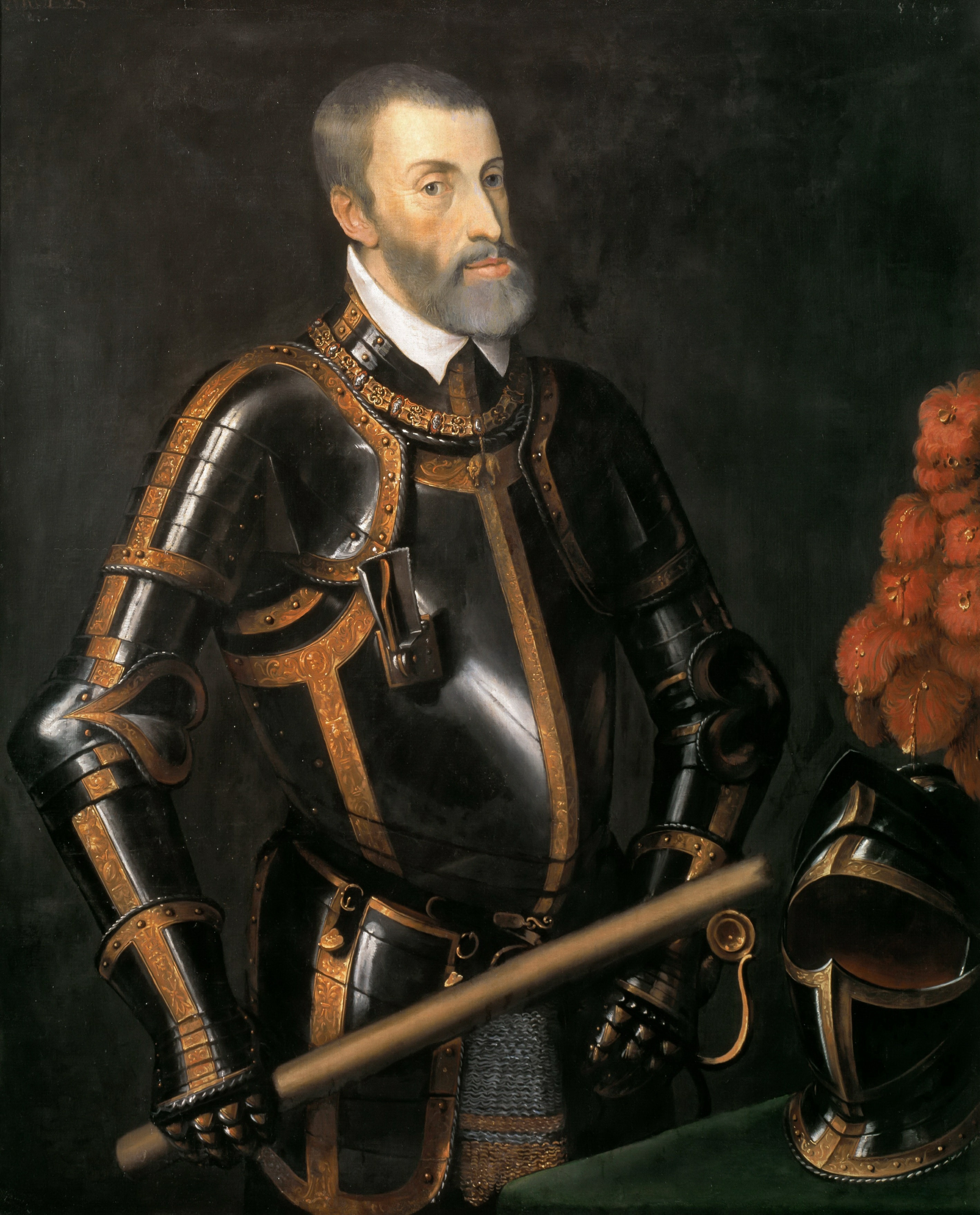
카를 5세 (1500~1558)

황제의 위협을 받은 교황은 프랑스군이 북부 이탈리아의 롬바르디아에 막 도착할 때에 교황령 군대를 회군시켰다. 이일로 인해 동맹군은 분열되기 시작했다. 베네치아는 지난 이탈리아 전쟁 기간중 많은 국토가 유린당하여 상당한 피해가 발생했다는 핑게를 내세워 추가 파병을 거부하였다. 프랑스는 다른 동맹국들의 거부로 밀라노를 재정복하려는 당초의 목표를 달성할 수 없게 되자 군대를 돌려 롬바르디아를 떠났다.

### 카를 5세의 고충
황제 카를 5세는 이탈리아 상황에만 집중할 수 없었다. 지난 4차 이탈리아 전쟁 말기인 1525년 2월 파비아 전투에 승리하며 사실상 종전 되자 병력을 급히 독일로 투입했다. 1524년 8월에 시작된 독일농민반란을 진압하기 위해서였다. 다행히 반란은 1525년 5월경 진압되었다. 하지만 독일은 1517년에 시작된 루터의 종교분열로 인해 여전히 시끄러웠고 권력누수 현상이 심했다. 프랑스와 종전협상이 지지부진하게 진행되던중에 프랑수아 1세의 모후 루이즈는 왕의 석방을 위해 이교도 국가인 오스만에 도움을 요청하며 유럽의 기독교 국가들을 충격에 빠트리는일이 발생하였다.
오스만의 술레이만 대제는 이를 구실삼아 유럽원정을 선언하였고 헝가리와 동맹을 맺고 있었던 카를 5세는 긴장할 수밖에 없었다. 오스만은 급팽창하며 대제국을 건설하였고 동남부 유럽을 점령한후 지속적으로 유럽대륙을 향해 서진을 하고 있었다. 쇠약해진 헝가리는 오스트리아와 혼인동맹을 통하여 공동방위망을 구축하여 오스만을 견제하였다. 이에 대해 오스만은 발칸에서 이 동맹의 힘이 커지는 것을 경계하며 분쇄시킬 기회만을 엿보고 있었다.

### 오스만의 유럽원정

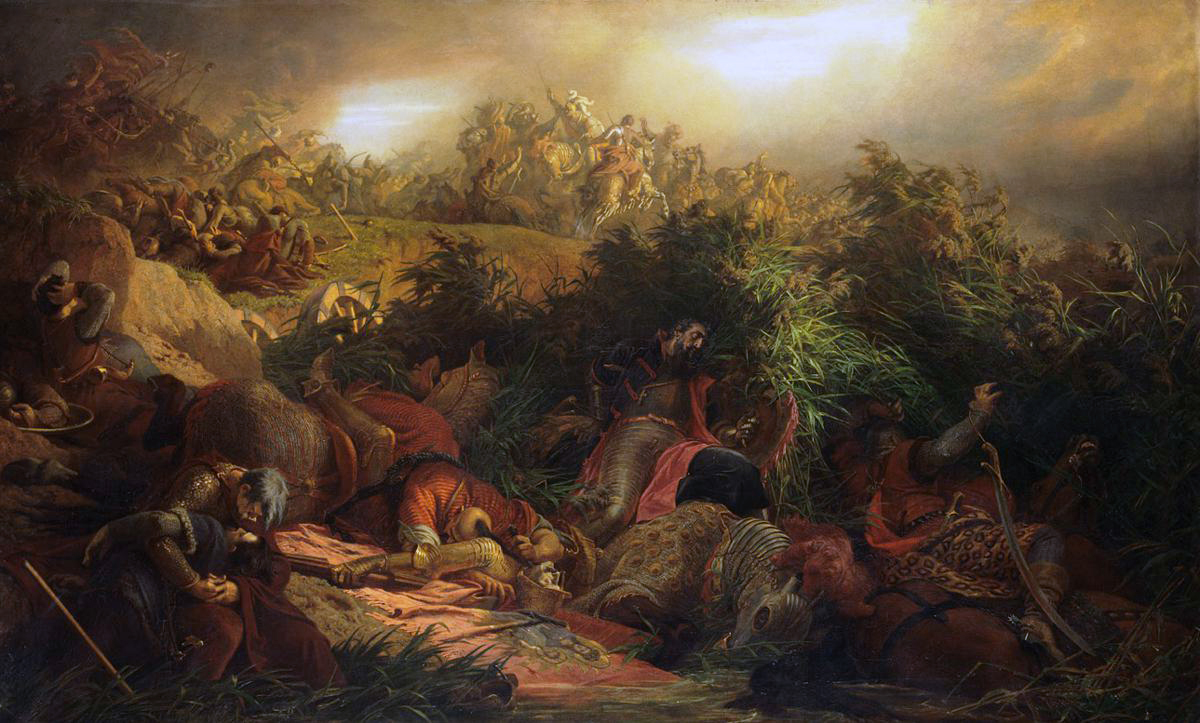
모하치 전투 (1526년)

1526년 4월 16일에 유럽침공을 위한 약 75,000명의 대군을 이끌고 오스만군이 이스탄불을 출발하였다. 이런 혼란스러운 상황에서 같은해 6월, 북이탈리아 로디를 코냑동맹군이 점령하였다. 전선이 두 곳이 형성되어 카를 5세가 난처하게 되었다. 8월 29일, 합스부르크의 동맹국인 헝가리에 도착한 오스만군에 의해 모하치 전투가 벌어졌다. 이 전투에서 헝가리가 대패하면서 헝가리 국왕 러요시 2세가 전사하고 말았다. 카를 5세측 입장으로 볼때 다행스러운 것은 7월 중순에 제국군이 밀라노 탈환에 성공하였고 오스만은 그해 9월에 전리품과 포로들을 이끌고 이스탄불로 퇴각했다는 점이다.

### 폼페오 콜론나의 로마장악

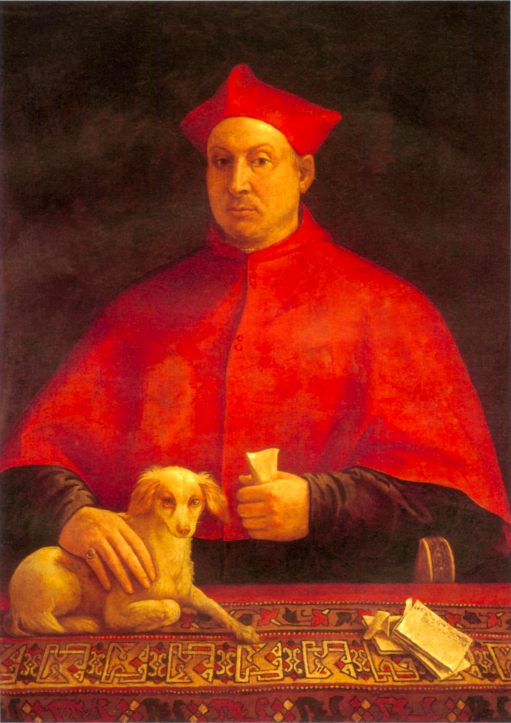
폼페오 콜로나 (1479~1532)

1526년 9월 20일 새벽, 평소 메디치 가문을 혐오하였던 폼페오 콜론나 추기경이 교황청을 급습한 후 로마를 장악하였다. 황제의 사절인 돈 우고 디 몬카다의 사주를 받았던 것이다. 산탄젤로성으로 도피했던 교황은 협상을 통해 코냑동맹에서 탈퇴를 약속했다. 그러나 쿌론나 추기경이 군대를 이끌고 로마에서 물러나자 약속을 파기한후 콜론나 추기경을 파문하고 교황군을 동원하여 그의 재산과 요새를 공격하여 파괴하고 황폐화시켰다. 또한 황제령인 나폴리의 여러 도시를 공격했다. 이 소식을 접한 황제 카를 5세는 이에 대한 응징을 계획하였다. 독일농민반란도 수습되었고 오스만군도 9월에 퇴각하였기 때문에 카를 5세에게도 반격을 가할 충분한 여유가 있었다.

## 로마약탈

### 남진하는 제국의 용병들
카를 5세는 그의 충복 게오르크 폰 프룬츠베르크에게 용병소집을 명했다. 노병 프룬츠베르크는 적그리스도에게 복수하고 부유한 도시 로마를 약탈하자고 독일남부 바이에른과 프랑켄 지방의 루터파 출신 용병들을 선동하였다. 독일농민반란(1524~25)과 모하치 전투(1526년 8월) 이후 할 일이 없었던 독일 용병들은 추위에도 불구하고 알프스의 브레너 고개를 넘어 롬바르디아로 모여들었다. 독일용병 란츠크네히크는 피안첸차에서 스페인군과 합류한 후 주둔하게 되었고 두 부대의 지휘는 샤를 드 부르봉이 맡게 되었다. 프룬츠베르크가 갑작스럽게 뇌졸중으로 쓰러져 독일로 돌아가 버렸기 때문이다.
이듬해 1527년 3월이 되자 스페인에 머물고 있던 카를 5세는 스페인-제국 용병들에게 전례없는 로마 침공을 명령하였다. 아직 추위가 덜 풀렸음에도 불구하고 제국군은 샤를 드 부르봉의 지휘하에 남진을 시작하였다. 제국군은 피렌체와 불필요한 충돌을 피하기 위해 볼로냐쪽으로 우회하여 교황령으로 진입하는 이동로를 선택하였다. 꽃샘 추위도 문제였지만 유난히 비가 많이 내려 행군을 방해했다. 대포를 실은 마차가 진흙속에 자주 빠지자 어쩔수 없이 무거운 대포들은 도중에 버릴 수밖에 없었다.
로마로 진격하는 제국군에게는 또 다른 문제도 있었다. 용병료가 계속 체불되어 용병들은 불만에 가득차 있었다. 행군을 거부하며 항명이 이어졌고 폭동의 조짐도 보였다. 임금 체불은 용병들이 직접 돈을 벌어야 한다는 의미였기에 용병들은 로마 약탈을 샤를에게 요구했다. 그들을 달래기 위해 샤를은 어쩔수 없이 로마약탈 요구를 수용할 수밖에 없었다. 약탈이 공식화되고 그 소문이 퍼지자 도적떼들도 행군에 합류하며 총 2만 명이 넘는 인원이 로마로 향하게 되었다.

### 로마 침공

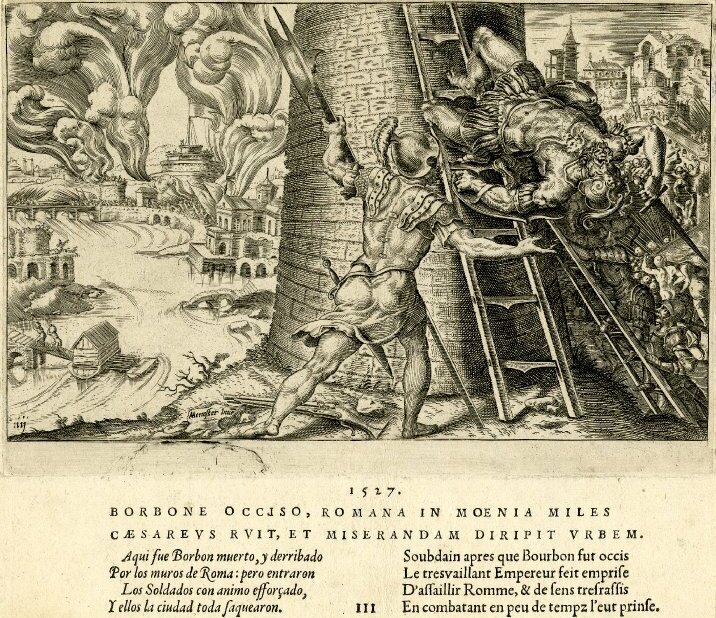
로마 약탈 (by 헴스케르크)

5월 4일, 제국군 2만여 명이 로마의 아우렐리아누스 성벽 밑에 도착하자 크게 당황한 교황은 산타 마리아 성당에서 시의회를 열어 시민들에게 동맹군이 올 때까지 3일 정도만 싸워줄것을 간청했다. 교황의 호소로 인해 급조된 시민군 5,000명이 농성전을 대비하게 되었다. 5월 6일 새벽이 되어 테베레강에서 안개가 피어오르자, 제국군은 교황령 성도 로마에 대한 본격적인 공격을 시작했다.
그런데 공성전중에 지휘관인 샤를(구 부르봉 공작 샤를 3세)이 총에 맞아 전사하자 제국군 용병들은 흥분하였고 지휘체계가 갑자기 무너져 버렸다. 용병료 체불로 인해 불만이 가득했는데 존경하던 지휘관마저 사망하자 용병들의 분노가 폭발한 것이었다. 샤를은 비록 조국 프랑스를 버리고 망명한 자였으나 훌륭한 군인이었고 용맹하고 유능한 지휘관으로서 용병들의 존경을 받던 인물이었기 때문이다.

### 로마 약탈 (1527년 5월 6일)
로마시내로 진입한 황제군중 독일 루터파 출신 용병들은 도시를 점령한 후 무자비하게 약탈을 일삼았다. 살인,강간,파괴,방화가 자행되면서 로마는 도시기능이 마비되며 무정부상태에 이르렀다. 생포된 포로 1,000명에 대한 참혹한 공개처형이 진행되었고 처음 일주일 동안에만 해도 수천 명에 시민들이 죽임을 당하는 대학살이 진행되었다. 폭도로 돌변한 용병들은 통제가 되지 않았고 지휘관들에게 항명하며 폭동마저 일으켰다. 제국군의 상당수는 독일 루터파 신자들이라 로마를 적그리스도의 본거지 정도로 여겼다. 그래서 그 어떠한 일말에 양심의 가책도 없이 약탈을 자행했다.
교황 클레멘스 7세는 황급히 베드로 대성당을 통하여 산탄젤로성으로 피신하여 간신히 목숨을 부지한후 항복을 선언했다. 교황이 피신하는 과정에서 스위스 근위대 500명의 희생이 있었다. 교황은 그들에게 고국으로 돌아갈것을 권고했으나 충성서약을 깨뜨릴 수 없다는 이유로 끝까지 교황을 위해 싸우겠다고 맹세하였다. 오히려 교황에게 피신할 것을 당부한후 베드로 대성당 근처로 몰려드는 제국군대와의 싸움에서 모두 장렬하게 전사하고 말았다.

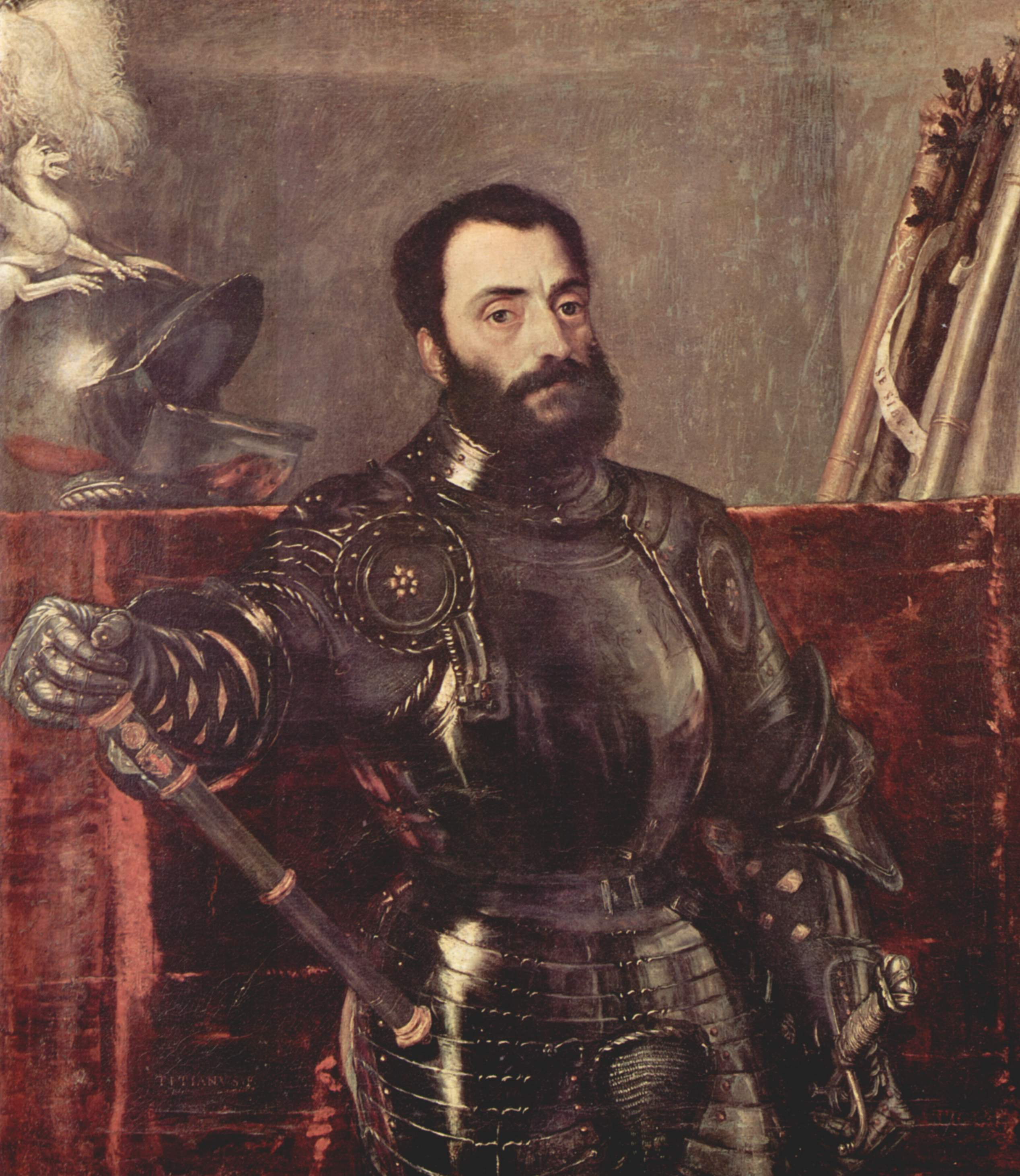
우르비노 공작 (코냑동앵 사령관)

5월 10일, 클레멘스 7세와 적대 관계였던 폼페오 콜론나 추기경이 8,000명을 이끌고 로마로 쳐들어왔다. 이들은 지난 1526년 교황군에 의해 약탈당했던 것에 대해 보복하기 위해서 온 것이었다. 그러나 막상 로마의 비참한 상황을 목격한 콜론나 추기경은 연민을 느끼고 자신의 저택에서 수많은 로마 시민을 보살폈다.
동맹군 총사령관 우르비노 공작
교황 클레멘스 7세는 산탄젤로 성에 계속 은신하며 동맹군이 나타나 도와주기를 기다렸다. 6월 1일이 되어서야 동맹군 총사령관 우르비노 공작이 로마 북부 몬테로시에 도착하였다. 그러나 행동 하나하나에 조심스러웠던 이들은 광폭한 신성 로마 제국군과의 전투에서 쉽게 승리를 거두지 못하였다. 우르비노 공작은 동맹군 총사령관임에도 불구하고 전쟁에 매우 소극적이었다. 그는 1517년에 메디치 가문 출신에 교황 레오 10세(재위 1513~21)와 갈등 끝에 우르비노 전쟁을 치른 후 우르비노 공작위를 박탈당한 적이 있다.(우르비노 전쟁 참고)
이런 악연 때문으로 이번 전쟁이 메디치 가문 출신의 교황이 주도하여 벌어진 전쟁이다보니 열심히 해야 할 이유가 없었다. 물론 1521년에 공작위를 되찾기는 했으나 다시 메디치 가문 출신에 교황이 즉위하자 껄끄러운 관계를 유지하고 있었다. 또다른 이유는 전쟁 초반기에 이미 밀라노와 롬바르디아가 제국군의 수중에 넘어갔고 동맹국 베네치아와 프랑스가 전쟁에 소극적이었기 때문이기도 하다.
탈출하는 교황 (1527년 12월 7일)

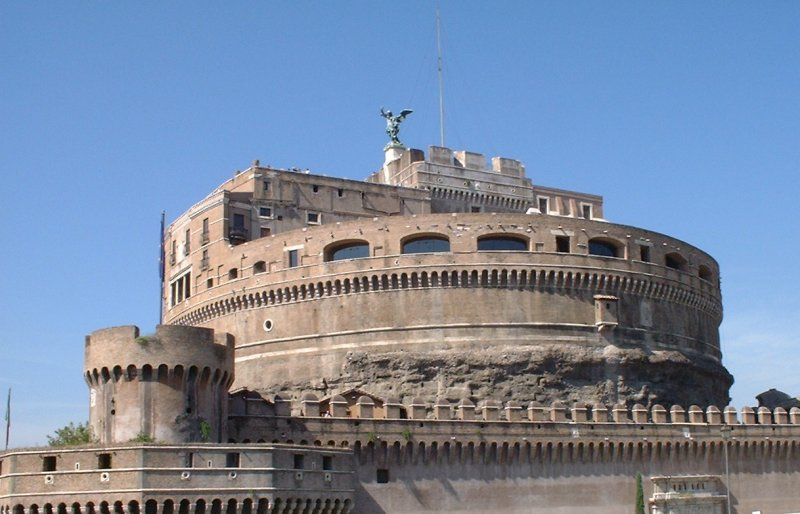
산탄젤로 성

산탄젤로성에 은신해 있는 교황에게 나쁜소식만 들려왔다. 페라라 공작이 배신하여 모데나를 점령했고 동맹이자 우방으로 여겼던 베네치아는 라벤나와 체르비아를 점령했다. 그러나 최악의 소식은 피렌체인들이 로마함락 소식을 듣고 반란을 일으켜서 메디치가문을 피렌체에서 추방했다는 소식이었다. 교황은 갇혀있는 신세와 마찬가지였기에 무기력하게 아무것도 할 수 없었다.
12월 7일에 교황은 제국군 지휘관들을 매수하여 몰래 산탄젤로성을 탈출한 후 오르비에토로 도피했다. 제국군은 이후 9개월가량 로마를 점령하다가 1528년 2월이 되어서야 퇴각하였다. 1527년 인구조사에서 유아를 제외한 로마 인구는 약 5만 4천명 정도였는데 이중에 4만 5천명 정도가 사망, 부상, 국외탈출하였다고 한다. 금번 로마 점령은 코냑동맹전쟁에서 제국의 군대가 결정적인 승기를 잡았음이 드러났다.

### 헨리 8세의 이혼
로마약탈 사건의 불똥은 엉뚱하게 잉글랜드로 튀었다. 생각지도 못한 사람이 피해를 보았는데 그가 바로 잉글랜드의 국왕 헨리 8세(재위1509-47)다. 왕비 캐서린과 이혼(혼인무효선언) 허락을 교황청에 요청하였으나 불허되었다. 보통의 경우에 교황들은 왕의 편을 들어주며 자신에 대한 지지와 교황으로서의 권위를 높이는 방편으로 삼는 편이었으나 이번만큼은 그럴수 없었다.
그 이유는 헨리 8세의 왕비인 캐서린(생몰 1485-1536)이 바로 황제 카를 5세의 이모였기 때문이다. 교황이 주도하여 카를 5세를 상대로 전쟁을 일으켰다가 로마가 점령당하고 자신은 포로와 같은 신세에 처해있었고, 카를 5세는 이혼을 허락하지 말라고 계속 협박을 가하고 있었다. 만일 이혼을 허락한다면 황제 카를 5세는 폭도로 돌변한 용병들을 이용해 산탄젤로성을 함락시키고 자신(클레멘스 7세)을 폐위시킨 후 새로운 교황을 옹립할 것이기 때문이다.

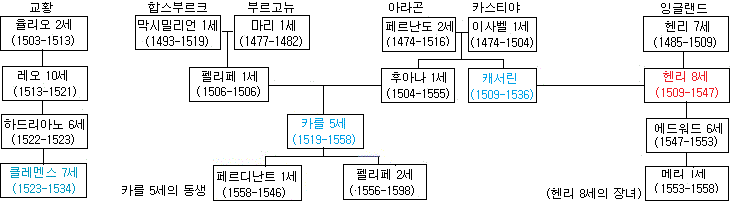
헨리 8세의 혼맥

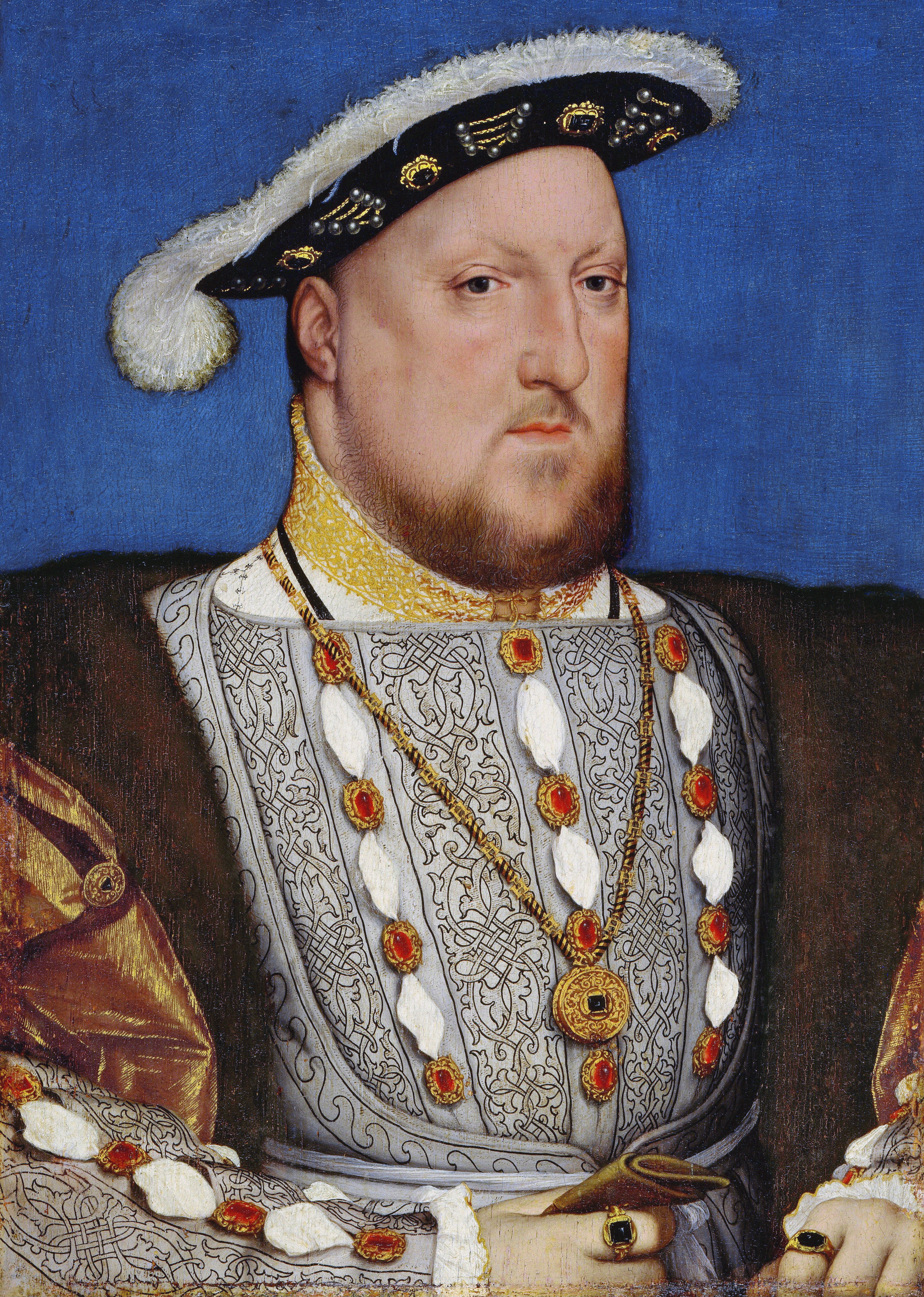
헨리 8세 (생몰 1491~1547)

헨리 8세의 청원서를 지닌 특사 윌리엄 나이트가 교황을 처음 알현한 것은 1527년 12월초로 아직 교황이 산타젤로성에 은신해 있을 때였다. 교황은 직접적인 답변을 피한 채 1503년에 교황 율리오 2세(재위 1503-13)가 관면혼을 허락했음으로 혼인에는 아무런 문제가 없다는 말만 되풀이 했다. 헨리 8세는 1528년 2월에 두 번째로 특사를 파견하였다. 특사로 임명된 에드워드 폭스와 스티브 가드너가 교황을 만난 시기는 3월이었다. 교황이 로마를 탈출하여 오르비에토의 오래되어 다 낡은 포폴로 성에 머물고 있을 때였다.
물론 답변은 1차 알현때와 동일하였다. 다만 교황특사를 공동 재판장으로 하는 이혼소송의 진행을 허락하였다. 1528년 9월 29일 교황의 특사로 임명된 로렌초 캄페지오 추기경이 런던에 도착하였고 혼인 무효 문제를 다루고자 설치한 특별 법원의 판사가 되었다. 1529년 5월 31일 런던 블랙브라이어스에서 교황청 법정이 열렸다. 당시 법정의 주요 쟁점은 헨리와 캐서린의 혼인을 위해 과거 율리오 2세 교황이 내렸던 관면의 유효성에 관한 것이었다. 캐서린은 캄페지오에게 교황 율리오 2세가 내려준 관면장을 보여주며 결혼의 합법성을 주장하였고 이에 따른 공방이 오고갔다. 1529년 7월 23일 캄페지오는 소송을 무기한 연기한다고 선언한후 로마로 돌아가 버렸다.
화가난 헨리 8세는 측근들과 논의 끝에 1533년에 종교개혁을 단행하고 말았다. 자신이 교회의 수장임을 선포하였으며 잉글랜드 교회를 로마교회와 분리시키고 자신의 이혼을 합법화한후 앤볼린과 재혼하였다. 그러자 1533년 7월 11일, 교황은 헨리 8세를 파문하였다.

## 나폴리 공성전

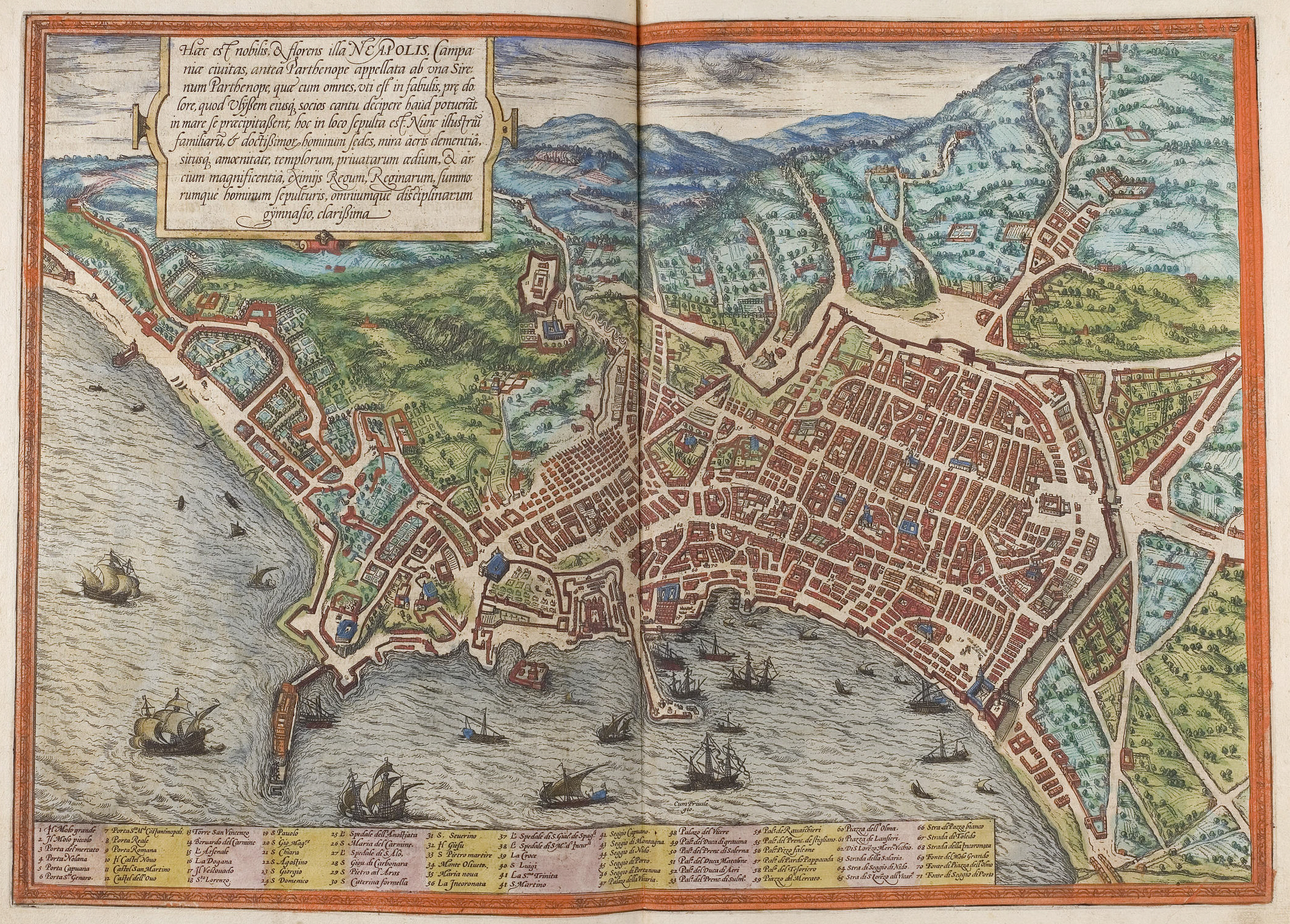
나폴리 지도 (1572년)

로마가 함락되면서 전쟁에 있어서 동맹군의 리더로서 교황만이 발휘할 수 있는 중요한 역할이 사라지자 프랑스가 적극적으로 전쟁에 뛰어들었다. 프랑수아 1세는 오데 드 푸아와 페드로 나바로가 이끄는 군대를 제노바에 보냈다. 제노바의 안드레아 도리아는 프랑스에 가담해 상당한 수의 제노바 함대를 파견한 후 나폴리 해상을 봉쇄하였다. 그러나 1528년 4월에 시작된 공성전은 8월 말에 프랑스가 공성전을 포기하면서 실패로 끝났다. 프랑스 진영에서 치명적인 전염병(흑사병)이 발생한 것이 가장 큰 원인이었다.
1528년 여름에 프랑스군은 나폴리 수비대의 식수를 차단하기 위해 볼라 수로교를 파괴했는데, 이것이 오히려 주변 지역을 습지대로 바꾸어, 여름의 뜨거운 열기와 합쳐져 프랑스 진영에 전염병을 일으켰다. 이로 인해 프랑스 지휘관들을 비롯한 많은 프랑스 병사들이 사망하고 말았다. 설상가상 안드레아 도리아는 용병료 갈등 끝에 프랑스와 결별하며 카를 5세와 계약한 후 7월초에 나폴리 해상봉쇄를 풀어 버렸다. 이후 그는 제노바의 항구 봉쇄를 뚫고 사보나에서 프랑스군의 항복을 이끌어냈다.
나폴리 공성전에서 실패한 프랑스 군은 철수 하던중  오랑주 공 (필리베르 드 샬롱)이 이끄는 제국-스페인 연합군의 추격전으로 인해 큰 피해가 발생하였다. 이로 인해 이탈리아 남부에 있던 프랑스군 전체가 항복을 하였다.

## 란드리아노 전투
1529년 6월경에 프랑스군은 파비아 인근의 롬바르디아 지역인 란드리아노에 여전히 주둔하고 있었다. 그러던 중 1529년 6월 21일 생폴 백작 휘하의 프랑스군과 테라노바 공작 (안토니오 데 레이바)가 이끄는 스페인군 사이에 교전이 벌어졌다. 이 전투에서 프랑스 군은 전멸당하고 말았다. 프랑스군 지휘관 생폴 백작(프랑수아 드 부르봉)은 포로로 잡혔고, 밀라노는 카를 5세가 완전히 장악하게 되었다. 란드리아노 전투에서 프랑스 군이 결정적인 패배를 당하며, 이탈리아에서 자신의 지배력을 회복하려던 프랑수아 1세의 희망은 끝이 나고 말았다. 전의를 완전히 상실한 프랑수아 1세는 카를 5세와의 강화조약에 나설 수밖에 없었다.

## 강화조약

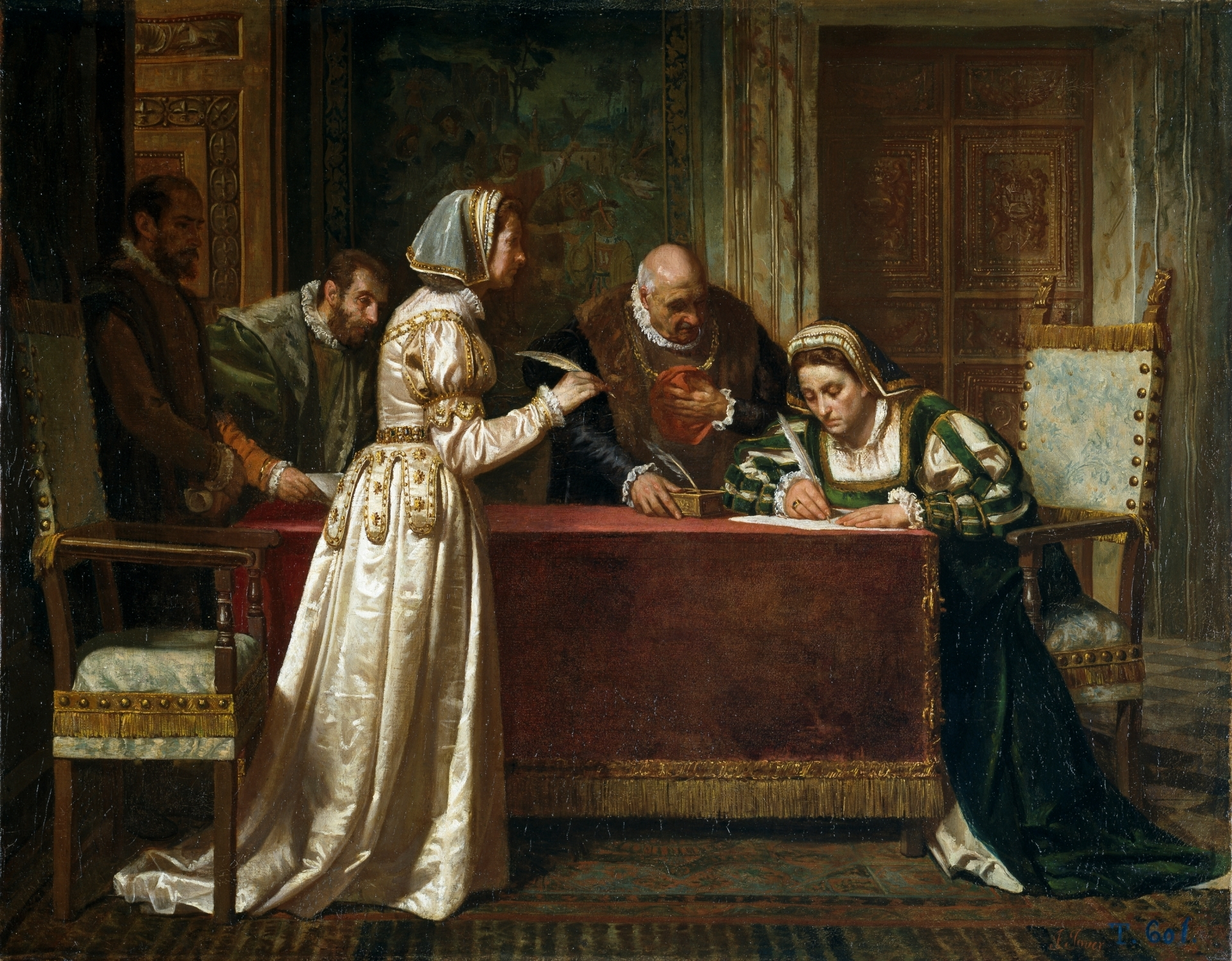
부인들의 평화(Paix des Dames)

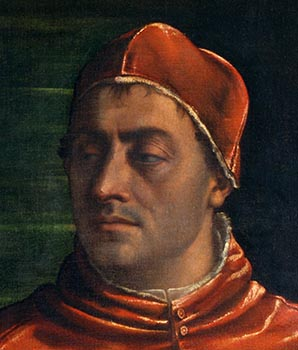
교황 클레멘스 7세.

### 캉브레 조약 (1529년 8월 5일)
나폴리와 밀라노에서 벌어진 전투에서 패배한 프랑수아 1세는 카를 5세와의 평화를 모색했다. 협상은 1529년 7월 국경 도시 캉브레에서 시작되어, 프랑스 측 대표인 프랑수아 1세의 어머니인 루이사 디 사보이아와 카를 5세의 고모 오스트리아의 마르게리타 사이에서 주로 이뤄졌다. 그래서 이를 '부인들의 평화'(Paix des Dames)라고 알려지게 되었다.
협상의 최종적 조건은 3년 전 마드리드 조약이 크게 반영이 되었는데, 프랑수아는 아르투아, 플랑드르, 투르네에 대한 권리를 포기하였다. 또한 자신의 두 아들의 몸값으로 금화 120만 에스쿠도를 지불하였다. 부르고뉴의 굴욕적인 포기와 2년전(1527년 5월 6일 로마탈환 공성전) 전사한 샤를 드 부르봉(구 부르봉 공작)에 관한 여러 의견을 다루며 프로방스 왕국의 독립을 이끌었던 후보는 더 이상 없게 되었다. 마침내 캉브레 조약이 8월 5일에 체결되었으며, 프랑스는 전쟁에서 이탈하게 되었다.

### 볼로냐 조약 (1529년 8월 12일)
1529년 8월 12일, 카를 5세는 제노바를 통해 볼로냐로 이동하여 교황을 만났다. 사소한 협의가 진행되었고 교황은 황제 대관식을 치러주기도 했다. 교황은 라벤나와 체르비아를 돌려 받았고, 베네치아의 도시들은 마리냐노에서 얻은 것을 유지하는 걸 허용해주는 대가로 풀리아에 있던 베네치아의 잔류 지배 지역들과 함께 카를 5세에게 항복하였다.
카를 5세는 알레산드로 데 메디치를 밀라노 공작 자리에 앉히려 했으나 베네치아의 반대로 계획을 포기하였다. 대신 프란체스코 2세 스포르차에게 900,000 스쿠디를 받고 밀라노 복귀를 허용했다.

### 마지막 황제 대관식
1530년 2월 24일 카를 5세의 30번째 생일을 맞이하여 볼로냐에서 교황은 그를 위한 황제 대관식을 거행하였고 이로써 양자간에 제대로 된 화해가 이루어졌다. 1356년에 금인칙서가 발표된 이후 황제 대관식은 필수적인 의식이 아니며 교황은 더 이상 황제에 대한 승인권자도 아니었다. 카를 5세의 조부인 막시밀리안 1세도 대관식을 치르지 않고 황제의 소임을 다 했었고 카를 5세 역시 교황의 승인 없이 지난 10년 세월을 통치하는 데 문제가 없었다.
그럼에도 불구하고 교황이 직접 황제관을 씌워줌으로써 신성로마제국의 황제라는 정당성을 부여받고 가톨릭 세계를 지키는 수호자로서 권위를 공식적으로 인정받는 것이 필요했기에 상징적인 의미에서 치러졌다. 전통적으로 대관식은 로마에서 거행되었다. 그러나 지난 1527년에 파괴된 도시 복원이 미진하였고 로마시민들의 민심을 고려하여 볼로냐에서 진행되었다. 볼로냐의 페트로니오 대성당에서 치러진 대관식은 역사상 교황이 황제에게 왕관을 수여하는 마지막 행사로 기록 되어있다.

## 피렌체 공성전

### 바로셀로나 밀약
1529년 6월 29일, 교황은 바르셀로나에서 황제와 만나 비밀계약을 체결하였다. 주된 내용은 강화조약 체결시 피렌체를 제외시킬것과 교황이 군비를 조달하는 조건하에 제국군이 피렌체를 탈환하여 메디치 가문의 통치권을 회복시켜 달라는 것이었다. 교황은 피렌체에게 황제와 종전협의를 진행할 기회를 원천적으로 박탈하여 침공의 명분을 유지하고 피렌체 정부를 고립시켜 외부의 도움을 받을 수 없게 하고자했다.
피렌체는 지난 1527년 5월 19일에 메디치 가문을 추방하였다. 로마가 제국군에 의해 점령당하여 메디치 가문의 구심점이었던 교황이 힘을 잃어버렸을 때를 기회로 반-메디치 세력이 벌인 일이었다. 황제와의 종전조약 체결로 동맹국들이 전쟁에서 이탈하자 피렌체는 고립되었다.

### 피렌체의 전쟁준비

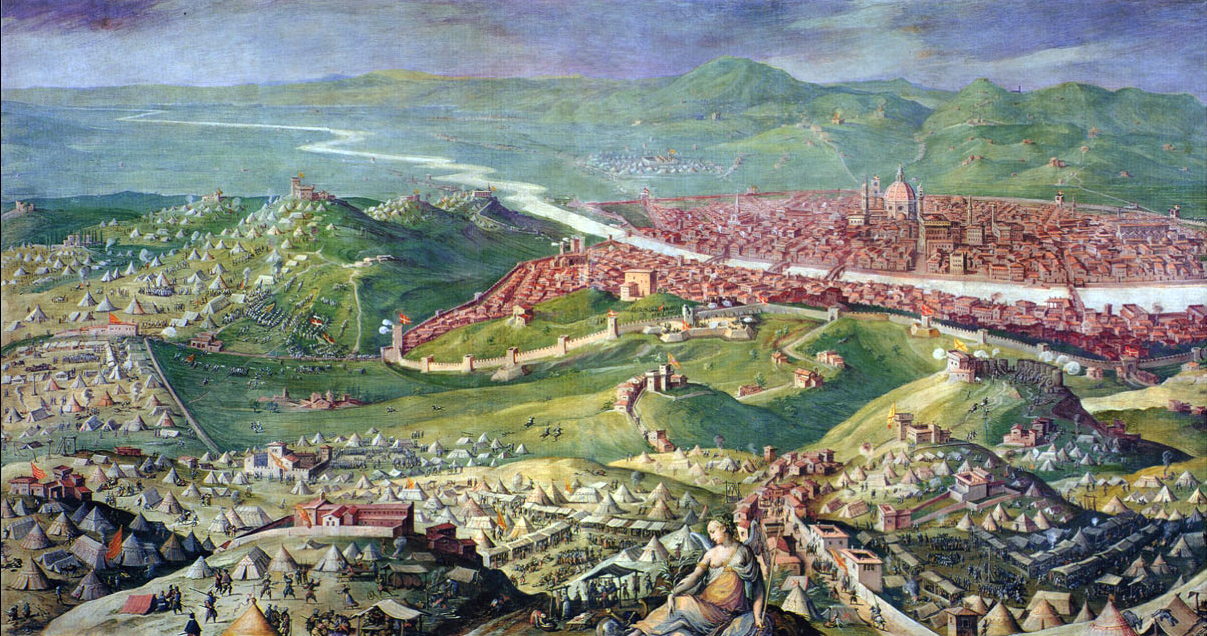
조르조 바사리가 묘사한 피렌체 공성전

피렌체에 대한 공격이 임박하자 황제에게 항복하자는 여론도 있었으나 끝까지 투쟁하자는 세력이 우세하였다. 혼란을 뒤로 하고 피렌체는 전쟁 준비작업을 했다. 군지휘권은 페루자의 장군 말라테스타 발리오니에게  위임하였고 10,000명 가까운 민병대를 모았다. 도시 방어를 위해 다수의 외진 곳에 있는 수녀원과 수도원, 별장들 그리고 성벽 외각에 있는 도시의 일부를 파괴하였다. 새로운 요새와 성채 강화 작업은 미켈란젤로(1475~1564)가 맡았다.

### 공화국 피렌체의 종말
1529년 10월 24일 오랑주 공(필리베르 드 샬롱)과 피에르 마리아 3세 데 로시가 이끄는 제국군은 피렌체를 포위한 후 공격을 시작하였다. 제국군이 고립작전을 펴며 장기전으로 돌입하자 상황은 점차 피렌체에 불리하게 돌아갔다. 제국군에 의해 볼테라가 점령당하고 1530년 8월 3일 가비아나 전투에서 피렌체의 유능한 장수 프란체스코 페루초가 전사하자 더 이상의 저항이 불가능하게 되었다. 열 달이 넘게 걸린 전쟁은 마침내 1530년 8월 10일 제국군의 승리로 종료되었다.

## 종전과 사후수습

### 피렌체 세습 공작

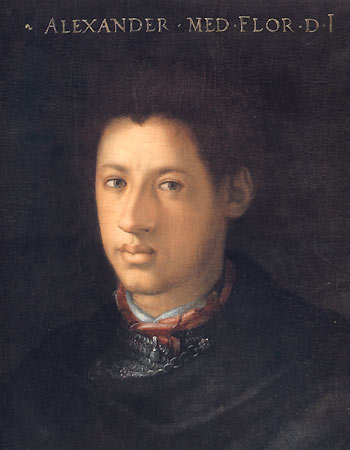
알레산드로 데 메디치 (1510~1537)

피렌체 공성전을 끝으로 1526년에 시작된 코냑동맹전쟁은 4년 만에 완전히 종료되었다. 이로써 황제 카를 5세의 도움을 받아 메디치 가문은 통치권을 회복했으며 전후수습은 황제의 지원을 받고 있는 교황이 주도하였다. 제국군과 피렌체 공화정 지도자들 사이에 체결되었던 항복조건은 도시가 교황의 손에 넘어가자 완전히 무시되었으며, 천여 명에 달하는 피렌체 지도급 인사들이 처형, 추방, 투옥되었다. 제국군이 피렌체에 상주하는 가운데 교황의 측근인 바초 발로리를 수상으로 임명하였고 권력은 수상에게 집중되도록 하였으며 시뇨리아는 형식적으로 존속시켰다.
1531년 7월 5일, 교황 클레멘스 7세는 자신의 재종손자(再從孫子) 알레산드로를 새로운 수상으로 임명하였다. 또한 '포르테차 다바소'라 불리게 되는 요새를 도시의 북쪽 성벽 중앙에 건축하도록 명하였다. 요새가 완성되자 1532년 5월 1일, 교황의 요청을 받은 황제 카를 5세는 알레산드로를 피렌체 초대 세습공작으로 임명하였다. 이로써 피렌체의 공화정은 종말을 맞이하였다. 요새에는 피렌체 공작의 통치를 뒷받침할 제국군이 상주하였다.
황제의 지원을 받아 피렌체를 귀족정으로 바꾸는데 성공한 교황 클레멘스 7세는 이후 카를 5세의 뜻에 부합하는 정책을 펼쳤다. 이는 카를 5세가 독일에서 루터파에 대해 강경한 행동을 취하도록 유도하는 한편, 공의회를 열자는 카를 5세의 요구를 피하기 위한 목적도 있었다. 1536년에 알레산드로는 황제 카를 5세의 사생아 마르게리타(1522~86)와 결혼하였으며 카를 5세는 알레산드로의 통치에 든든한 지지자가 되었다.

### 프랑스와 관계개선
1533년 자신의 손녀 카트린과 프랑수아 1세의 차남 앙리의 정략결혼을 성사시켰다. 결혼을 성사시키기 위해 교황은 직접 프랑스를 방문하였고 프랑수와 1세와의 관계도 회복되었다. 교황은 이 결혼을 통하여 코냑동맹전쟁 이후 이탈리아에서 막강한 영향력을 행사하고 있는 황제 카를 5세의 세력을 견제하고자 하였다. 1536년에 프랑수아 1세의 장남이 급사하는 바람에 그의 손녀 카트린은 왕세자비가 되었으며, 훗날 1547년에 프랑스 앙리 2세가 국왕에 오르자 프랑스의 왕비가 되었다.(카트린은 교황의 재종손녀이다.)

### 로마 재건사업
폐허에 가깝던 로마의 재건사업은 클레멘스 7세(219대 1523~34) 교황의 재임시대에 완수되지 못했고 후임 바오로 3세(220대 1534~49)로 이어졌다. 1536년에 카를 5세는 직접 로마를 방문하였고 교황 바오로 3세와 시민들의 환대를 받은 후 재건 중인 로마시내를 돌아보았다. 이때 카를 5세는 교황과 추기경회 앞에서 프랑스 국왕 프랑수아 1세에게 일대일로 한판 겨루자는 개인적인 싸움을 제의하는 유명한 연설을 하기도 했다. 이런 제의를 한 이유는 1536년 3월에 프랑스가 이탈리아를 다시 침공하여 토리노를 점령했기 때문이었다.

## 같이 보기
- 카를 5세, 클레멘스 7세, 프랑수아 1세, 마틴 루터, 우르비노 공작, 마르게리타, 프렌체스코 2세 스포르차, 샤를 8세, 안드레아 도리아
- 술레이만 대제, 러요시 2세, 페르디난트 1세, 보헤미아의 안나
- 메디치 가, 교황 레오 10세, 프란체스코 페루초, 오랑주 공(필리베르 드 샬롱), 알레산드로 데 메디치, 미켈란젤로(1475~1564)
- 생폴 백작(프랑수아 드 부르봉), 샤를(구 부르봉 공작 샤를 3세), 오데 드 푸아, 페드로 나바로, 폼페오 콜론나 추기경
- 파비아 전투(1525년 2월), 로마 약탈 (1527년), 나폴리 공성전(1528년), 피렌체 공성전(1529-30년), 란드리아노 전투(1529년)
- 모하치 전투(1526년), 빈 공방전(1529년),
- 오르비에토, 산탄젤로 성(城), 아우렐리아누스 성벽, 란츠크네흐트
- 독일농민반란

## 참고 자료
- Arfaioli, Maurizio. The Black Bands of Giovanni: Infantry and Diplomacy During the Italian Wars (1526–1528). Pisa: Pisa University Press, Edizioni Plus, 2005. ISBN 88-8492-231-3.
- Baumgartner, Frederic J. Louis XII. New York: St. Martin's Press, 1994. ISBN 0-312-12072-9.
- 제레미 블랙. "Dynasty Forged by Fire." MHQ: The Quarterly Journal of Military History 18, no. 3 (Spring 2006): 34–43. ISSN 1040-5992.
- Blockmans, Wim. Emperor Charles V, 1500–1558. Translated by Isola van den Hoven-Vardon. New York: Oxford University Press, 2002. ISBN 0-340-73110-9.
- 프란체스코 구이차르디니. The History of Italy. Translated by Sydney Alexander. Princeton: Princeton University Press, 1984. ISBN 0-691-00800-0.
- Hackett, Francis. Francis the First. Garden City, New York: Doubleday, Doran & Co., 1937.
- Hall, Bert. Weapons and Warfare in Renaissance Europe: Gunpowder, Technology, and Tactics. Baltimore: Johns Hopkins University Press, 1997. ISBN 0-8018-5531-4.
- Hibbert, Christopher. Florence: The Biography of a City. New York: W. W. Norton & Company, 1993. ISBN 0-393-03563-8.
- Konstam, Angus. Pavia 1525: The Climax of the Italian Wars. Oxford: Osprey Publishing, 1996. ISBN 1-85532-504-7.
- 존 줄리어스 노리치. A History of Venice. New York: Vintage Books, 1989. ISBN 0-679-72197-5.
- 찰스 오만. A History of the Art of War in the Sixteenth Century. London: Methuen & Co., 1937.
- Phillips, Charles and Alan Axelrod. Encyclopedia of Wars. 3 vols. New York: Facts on File, 2005. ISBN 0-8160-2851-6.
- Taylor, Frederick Lewis. The Art of War in Italy, 1494–1529. Westport, Conn.: Greenwood Press, 1973. ISBN 0-8371-5025-6.